# فيفيان سينا
فيفيان سينا لالي (بالبرتغالية: Viviane Senna Lalli‏)، ولدت في 14 يونيو عام 1957، هي رائدة أعمال برازيلية ومهتمة بالأعمال الخيرية. هي أخت متسابق قيادة السيارات وبطل العالم في فورميولا ون لثلاث مرات آيرتون سينا (1960-1994)، وأم سائق السيارات برونو سينا (1983).
فيفيان رئيسة مؤسسة آيرتون سينا، المؤسسة في لندن في يونيو عام 1994، ومنظمة معهد آيرتون سينا، ومقرها في ساو باولو منذ نوفمبر 1994.

## السيرة الذاتية
ولدت فيفيان سينا في ساو باولو للوالدين ميلتون تيودورو غيرادو دا سيلفا ونيدي سينا دا سيلفا. تخرجت من الجامعة بدرجة في علم النفس في عام 1979 من الجامعة الباباوية الكاثوليكية لساو باولو، لتتخصص في علم النفس اليونغي (علم النفس التحليلي) في معهد سيدي سابينتيس. عملت فيفيان معالجة نفسية للبالغين والأطفال، وأشرفت على مجموعات التأهيل وتحسين المعالجين النفسيين. كما نسقت مجموعات دراسة علم النفس العميق (الذي يدافع عنه يونغ). 
نالت فيفيان جائزة  بي إن بي باريبا الكبرى 2012، التي تعترف بها كإحدى القادة العالميين في مجال الاستثمار الاجتماعي، وعينت لتكون واحدة من قادة الألفية الجديدة لـ«سي إن إن/تايم».
فيفيان هي العضوة البرازيلية الوحيدة من الزملاء البالغين لجائزة أولاد العالم مع نيلسون مانديلا (الرئيس السابق لجنوب إفريقيا)، وسيلفيا ريناتي سومرلاث (زوجة ملك السويد)، وجوزيه راموس هورتا (الحائز على جائزة نوبل)، بين آخرين. 

## سيدة أعمال
تتحكم فيفيان سينا في عوائد علامة آيرتون سينا التجارية، والتي من خلال شخصيتها «سينينها» (المبنية على السائق) أعيد إنتاجها في أكثر من 200 منتج، من العجلات إلى البطاطس المقلية.

## الأفلام والمسلسلات
ظهرت فيفيان سينا في ثلاث أفلام وثائقية ومسلسلين تليفيزيونيين:
- الفيلم الوثائقي «نجم يُسمى آريتون سينا» عام 1998
- الفيلم الوثائقي «الحق في الفوز» عام 2004
- الفيلم الوثائقي «سينا» عام 2010
- مسلسل «عرض الأعمال» عام 2010
- مسلسل «في الأخلاقية» عام 2012